# Wolność wewnętrzna
Wolność wewnętrzna − książka o. Jacques'a Philippe'a opublikowana w 2002 we Francji, na temat wolności według chrześcijańskiej kultury i nauczania. Jej podtytuł brzmi: "Moc wiary, nadziei i miłości".
Książka została wydana po polsku w 2003 r. nakładem Wydawnictwa "M".

## Treść
- Według książki należy zaakceptować innych takimi jacy są. Inaczej domy rodzinne mogą stać się "nieustannymi polami bitwy", na których zwalczają się zwolennicy różnych szkół życia.
- Należy być wdzięcznym za tych, którzy sprawiają, że cierpimy. Powinniśmy nie tylko akcpetować trudności, ale potrafić "w pewien sposób samemu je wybierać"
- Miłość zdaniem autora jest najlepszym rozwiązaniem, ponieważ miłość "pochodzi wprost od istnienia Bożego, od Boga"
- Gdy mamy zmartwienie obiektywne, najlepszym sposobem jest przestać się martwić.
- Musimy zaakceptować samych siebie jakimi jesteśmy. Ale, jako powołani do świętości, musimy równocześnie starać się kochać bardziej, nie poddawać się w walce.
- Duch Święty działa w duszy tylko za pozwoleniem naszej wolnej woli. Jeśli nie akcpetujemy siebie, nie pozwalamy Mu działać.
- Jeśli inni mnie denerwują, znaczy, że sam siebie nie akceptuję.
- Sami siebie nie zbawimy. To Jezus Chrystus nas zbawia.
- Nie musimy spłacać Bogu długu – czyńmy wszystko bezinteresownie.